# Eva Kruse
Eva Kruse er en dansk erhvervskvinde fra Aarhus. Hun har været præsident og direktør for lobbyorganisationen Global Fashion Agenda og Copenhagen Fashion Summit, som er et event om modebranchen.
I 2005 var hun medgrundlægger af Danish Fashion Institute som er en lobbyorganisation for den danske modebranche og bl.a. har udviklet Copenhagen Fashion Week. I 2009 lancerede hun Copenhagen Fashion Summit ved FN's Climate Change Conference COP15 i København. I 2016 grundlagde hun Global Fashion Agenda som et forum til at drive forandring og innovation i modeindustrien.